# Central nuclear de Bataán
La central nuclear de Bataán, que se completó pero en la cual nunca se llegó a instalar combustible, se encuentra en la provincia de Bataán, a 97 km al norte de Manila, en Filipinas. Hasta 2006 constituye el único intento de Filipinas para construir una planta de energía nuclear.
El combustible fue entregado y almacenado en la ubicación de la planta, pero nunca fue cargado en el reactor debido a un cambio de gobierno.

## Historia
La construcción fue ordenada a principios de la década de 1970 por el dictador filipino Ferdinand Marcos en respuesta a la crisis energética. El embargo del petróleo había provocado una situación complicada en la economía y Marcos vio la energía nuclear como la mejor forma para cumplir con las necesidades futuras de energía y la reducción de la dependencia del país de la importación de petróleo.
Se diseñó un reactor de agua ligera Westinghouse, para producir 621 MW de electricidad. La construcción empezó en 1976 y se completó en 1984 con un coste de 2300 millones de dólares.
El primer gobierno después de Marcos, de Corazón Aquino, prohibió el uso de la energía nuclear e incorporó tal prohibición a la Constitución.

## Futuro de la planta
Con datos a 2006, el pago de la deuda originada por la planta constituye la obligación individual de mayor importancia. Gobiernos sucesivos han estudiado diversas propuestas para convertir la planta en una instalación alimentada por petróleo, carbón o gas natural, pero se ha estimado que todas las propuestas son económicamente menos atractivas a largo plazo que la construcción de una nueva planta de combustible fósil.